# Wohnanlage Werkblock

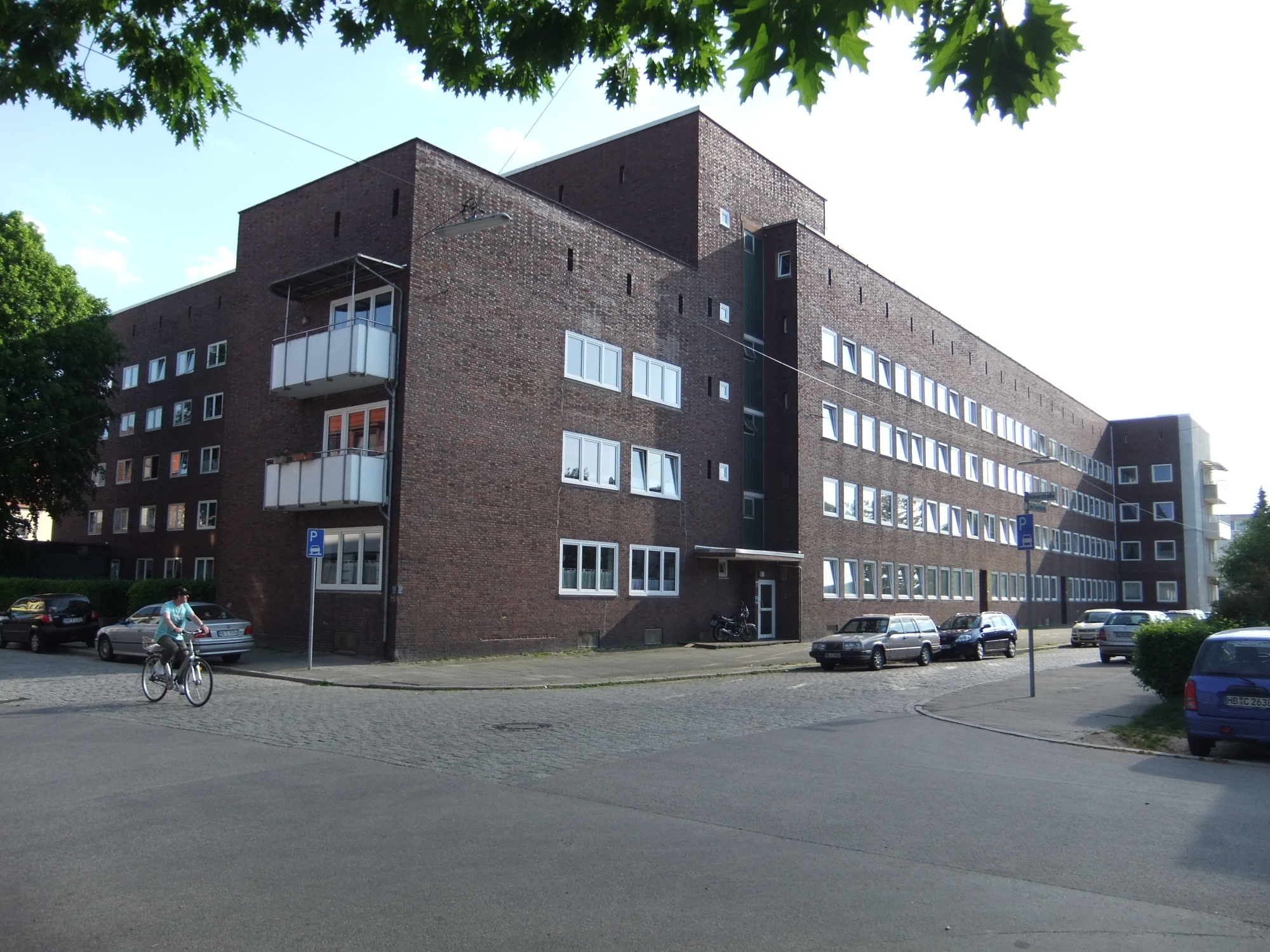
Wohnanlage Werkblock

Die Wohnanlage Werkblock in Bremerhaven - Lehe, Ortsteil Twischkamp, Werkstraße 14–20, Am Twischkamp 11–15, Hökerstraße 13/15 und Jahnstraße 46–50, entstand 1929/30 nach Plänen von Friedrich Ostermeyer (Hamburg) und Gustav Claas (Geestemünde).
Die Gebäudeanlage steht seit 2009 unter Bremer Denkmalschutz.

## Geschichte
Der Stadtteil Lehe im preußischen Wesermünde wuchs ständig. 1917 wohnten 31.653 Einwohner in Lehe, 1924 waren es bereits 41.000. Nach dem Ersten Weltkrieg wurden die Mietwohnungen überwiegend in der Trägerschaft gemeinnütziger Bauvereine und Genossenschaften mit staatlichen Fördermaßnahmen (Zinsermäßigungen) finanziert.
Die vier- bis fünfgeschossige, verklinkerte Wohnanlage mit 122 Wohnungen entstand 1929/30 im Stil der Moderne der 1920er Jahre durch den Gemeinnützigen Bauverein Geestemünde. Um einen rechteckigen, geschlossenen Innenhof gruppieren sich die vier Flügel.
Das Landesamt für Denkmalschutz befand: „Der Werkblock ist im Bereich des Sozialen Wohnungsbaus das einzige gelungene Beispiel des sog. „Neuen Bauens“ der 1920er Jahre im Lande Bremen … Am Werkblock sind die besonderen Merkmale dieses Stils wie der völlige Verzicht auf Ornament, gleichrangig behandelte Gestaltung der Geschosse und der scharfe, kubische Abschluss der Gebäudeecken und des Flachdachs kompromisslos umgesetzt worden.“
Auf Grund baulicher Mängel mussten 1932 einige Fassaden der Nord- und Westseite und im Innenhof verputzt werden. In den 1930er Jahren wurden bedarfsbedingt mehrere große Wohnungen in Zweizimmerwohnungen geteilt. 1965 erfolgte eine eingeschossige Ladenerweiterung des Konsums in östlicher Richtung.
Weitere gut gestaltete Mietwohnanlagen im Stil der Moderne der 1920er Jahre stehen in Bremerhaven u. a. im Bereich Bürgermeister-Smidt-Straße 187 bis 193 sowie Fritz-Reuter-Straße 42 bis 61.